# Eldersburg
Eldersburg – jednostka osadnicza w Stanach Zjednoczonych, w stanie Maryland, w hrabstwie Carroll.